# Ødis
Ødis – miasto w Danii, w regionie Dania Południowa, w gminie Kolding.